# Tehom

Oud Hebreeuws concept van het universum volgens Ralph Vary Chamberlin

Tehom (Hebreeuws: תהום, tehom, 'diep') betekent afgrond, een zeer diepe ruimte waarvan de omvang onbekend is. Volgens de Italiaanse historicus en rabbijn Umberto Cassuto staat het voor de primitieve oceaan die door de wil van God geschapen is.

## Duiding
Het scheppingsverhaal in Genesis 1 vertoont meerdere overeenkomsten met het oudere Babylonische scheppingsverhaal Enoema Elisj. Het concept van tehom is verwant aan het Akkadische woord tamtu en het Ugaritische t-h-m, welke een vergelijkbare betekenis hebben. 
Volgens de Babylonische en Hebreeuwse scheppingsmythen was voor het ontstaan van het aardoppervlak alles water. Tiamat en Apsu in de Babylonische mythologie, in de Hebreeuwse mythologie worden de wateren gescheiden door het firmament. Na de creatie van het aardoppervlak rustte de landmassa op pijlers op de oeroceaan (Psalm 104:5-6) of tehom.
Sjeol betekent dodenrijk of onderwereld en is dan ook niet hetzelfde als tehom.